# Чавадзе, Амиран
Амиран Чавадзе (груз. ამირან შავაძე, род.22 сентября 1993 года) — грузинский борец греко-римского стиля. Призёр чемпионата Европы 2020 года. Призёр чемпионатов Европы по борьбе среди кадетов.

## Биография
Родился в 1993 году. Борьбой занимается с 2002 года. В 2009 и 2010 годах становился бронзовым призёром чемпионата Европы среди кадетов. 
В феврале 2020 года на чемпионате континента в итальянской столице, в весовой категории до 60 кг Амиран на своём первом взрослом крупном турнире в схватке за бронзовую медаль одолел спортсмена из России Жамболата Локьяева и завоевал бронзовую медаль европейского первенства.